# Martin Kohz
Martin Kohz (* 2. November 1902 in Posen; † 11. März 1971) war ein deutscher Politiker des Gesamtdeutschen Blocks/Bund der Heimatvertriebenen und Entrechteten.

## Leben und Beruf
Kohz war promovierter Jurist, der seit 1928 als Rechtsanwalt in Köslin tätig war. Bereits als 16-Jähriger trat er dem Grenzschutz Ost bei. In einem Lebenslauf vom 31. Oktober 1933 erklärt er, 1920 an der „Niederwerfung kommunistischer Plünderungen“ und am Kapp-Putsch teilgenommen zu haben. Dass er 1923 nicht am Hitlerputsch teilgenommen habe, begründet er dort damit, dass er von der Polizei in Thüringen bei der Anreise festgenommen worden sei. Er war von 1921 bis 1925 Mitglied des Stahlhelms. Zum 1. Oktober 1930 trat er der NSDAP bei (Mitgliedsnummer 342.147), deren stellvertretender Ortsgruppenleiter er wird, und etwas später der SS. Im November 1933 bewarb er sich auf eine Stelle der SA-Justizverwaltung, in der er bereits seit Dezember 1930 Truppführer und Rechtsberater war. Er schrieb: „daß ich im Pommern zu den ersten Juristen gehören, die der Bewegung beitraten, und wohl der erste Jurist als SA-Mann sein dürfte“. Er wurde zwar zum Notar ernannt, Stadtverordnetenvorsteher in Köslin und Vorstandsmitglied der örtlichen Anwaltskammer. Die von ihm angestrebte Stelle als Oberstaatsanwalt wurde ihm jedoch verwehrt.
Nach dem Krieg wurde er im Februar 1948 im Zuge der Entnazifizierung zunächst in die Kategorie IV (Mitläufer) eingestuft, durch das Gesetz von 17. Juni 1950 in die Kategorie V. Christina Schubert schreibt in ihrer Arbeit über die schleswig-holsteinischen Landtagsabgeordneten nach 1945 (s. Lit.), dass Kohz bei seiner Vergangenheit eigentlich in die Stufe III hätte eingeordnet werden müssen. Danker und Lehmann-Himmel charakterisieren ihn in ihrer Studie über das Verhalten und die Einstellungen der Schleswig-Holsteinischen Landtagsabgeordneten und Regierungsmitglieder der Nachkriegszeit in der NS-Zeit als „exponiert nationalsozialistisch“.
In Schleswig-Holstein arbeitete er als Rechtsanwalt und Notar.

## Abgeordneter
Kohz war von 1950 bis 1954 Landtagsabgeordneter in Schleswig-Holstein. Er vertrat den Wahlkreis Eutin-West im Parlament. Vom 19. März bis 6. August 1954 war er stv. Vorsitzender des Landtagsausschusses für Justiz. In der ersten Lesung des „Gesetzes zur Beendigung der Entnazifizierung“ am 31. Januar 1951 bezeichnete er die Entnazifizierung als zu beendendes Unrecht.
Der Schleswig-Holsteinische Landtag entsandte Kohz in die zweite Bundesversammlung, die am 1. Juli 1954 Theodor Heuss als Bundespräsident wiederwählte.

## Öffentliche Ämter
Vom 14. Februar 1953 bis zum 6. August 1954 war Kohz Parlamentarischer Vertreter des Landesjustizministers von Schleswig-Holstein.

## Archivalien
- Bundesarchiv Berlin ehemaliges BDC R 3001 64180/Kohz, Martin Dr.
- Bundesarchiv Berlin ehemaliges BDC SA D 146/Kohz, Martin Dr.
- Landesarchiv Schleswig-Holstein. Entnazifizierungsakte Dr. Martin Kohz. Abt. 460 Nr. 2821.